# Someren
Someren é um município dos Países Baixos, situado na província de Brabante do Norte. Tem 81,50 km² de área e sua população em 2020 foi estimada em 19.331 habitantes.